# 아부쿠마급 호위구축함
아부쿠마급 호위구축함은 일본 해상자위대가 운용 중인 호위구축함이다.

## 본 급의 구축함
| 함번호 | 이름     | 기공            | 진수             | 취역             | 퇴역 | 모항     |
| ------ | -------- | --------------- | ---------------- | ---------------- | ---- | -------- |
| DE-229 | 아부쿠마 | 1988년 3월 17일 | 1988년 12월 21일 | 1989년 12월 12일 |      | 마이즈루 |
| DE-230 | 진츠     | 1988년 4월 14일 | 1989년 1월 31일  | 1990년 2월 28일  |      | 오미나토 |
| DE-231 | 오요도   | 1989년 3월 8일  | 1989년 12월 19일 | 1991년 1월 23일  |      | 사세보   |
| DE-232 | 센다이   | 1989년 4월 14일 | 1990년 1월 26일  | 1991년 3월 15일  |      | 사세보   |
| DE-233 | 치쿠마   | 1991년 2월 14일 | 1992년 1월 25일  | 1993년 2월 24일  |      | 오미나토 |
| DE-234 | 토네     | 1991년 2월 8일  | 1991년 12월 6일  | 1993년 2월 8일   |      | 사세보   |

## 함정 레이다
- 일본 - FCS-3A 400km 동시추적 표적 300개
- 일본 - OPS-24 200km 동시추적 동시추적 표적 50개
- 일본 - OPS-12 120km

## 아부쿠마급의 무장량
- 일본 - 함대함 미사일 8발
- 일본 - 대잠로켓 8발

## 같이 보기
- 충무공이순신급 구축함 - 한국 해군의 4천톤급 스탠다드 미사일 구축함
- 하타카제급 구축함 - 일본 해상자위대의 4천톤급 스탠다드 미사일 구축함
- 지앙카이II급 호위함 - 중국 해군의 4천톤급 미사일 구축함